# Panama na Letnich Igrzyskach Olimpijskich 1996
Panamę na Letnich Igrzyskach Olimpijskich 1996 reprezentowało siedmiu zawodników: pięciu mężczyzn i dwie kobiety. Był to 12 start reprezentacji Panamy na letnich igrzyskach olimpijskich.

## Skład kadry

### Kajakarstwo górskie
Mężczyźni
- Scott Muller - K-1 slalom - 44. miejsce

### Lekkoatletyka
Mężczyźni
- Curt Young - bieg na 400 przez płotki - odpadł w eliminacjach

### Pływanie
Mężczyźni
- José Isaza
  - 100 m stylem dowolnym - 43. miejsce,
  - 200 m stylem dowolnym - 32. miejsce,
  - 100 m stylem motylkowym - 55. miejsce

Kobiety
- Eileen Marie Coparropa - 50 m stylem dowolnym - 33. miejsce

### Podnoszenie ciężarów
Mężczyźni
- Alexi Batista - waga do 64 kg - 27. miejsce

### Strzelectwo
Kobiety
- Jenny Schuverer - pistolet pneumatyczny 10 m - 41. miejsce

### Zapasy
Mężczyźni
- Alfredo Far - waga do 130 kg - 16. miejsce